# Hühnermoor (Landkreis Verden)
Das Hühnermoor ist ein Naturschutzgebiet in der niedersächsischen Gemeinde Kirchlinteln im Landkreis Verden.

## Allgemeines
Das Naturschutzgebiet mit dem Kennzeichen NSG LÜ 218 ist rund 145 Hektar groß. Es steht seit dem 2. Dezember 1997 unter Naturschutz. In ihm ging das am 4. Mai 1930 ausgewiesene Naturschutzgebiet „Wacholderheide bei Ramelsen“, das sich im Westen des neu ausgewiesenen Naturschutzgebietes befindet, auf. Zuständige untere Naturschutzbehörde ist der Landkreis Verden.

## Beschreibung
Das Naturschutzgebiet liegt südöstlich von Kirchlinteln zwischen dem Waldgebiet Lintelner Stüh auf einem Geestrücken und der Gohbachniederung. Der Gohbach bildet die südliche Grenze des Naturschutzgebietes. Das Gebiet stellt einen naturnahen Ausschnitt der Achim-Verdener Geest unter Schutz.
Im Naturschutzgebiet kommen unterschiedliche Standortverhältnisse vor. So sind im Norden im höher gelegenen Bereich am Geestrand trockene Standorte zu finden, an die sich ein Bereich mit hochanstehendem Hangdruckwasser, das teilweise quellig austritt, anschließt. In der Gohbachniederung sind versumpfte und vermoorte Flächen zu finden. Der östliche Bereich des Schutzgebietes wird überwiegend von offenen als Grünland und teilweise auch als Acker genutzten Flächen geprägt. In der Gohbachniederung sind die Grünländer feucht bis nass. Der westliche Bereich ist überwiegend bewaldet. Die Waldgesellschaften werden je nach Standort von Buchen- und Bucheneichenwäldern sowie Bruchwäldern gebildet. In den bewaldeten Bereichen sind teilweise landwirtschaftlich genutzte Flächen eingebettet.
Die Wacholderheide im Westen des Naturschutzgebietes wird von einer Heiderestfläche mit Wacholderbüschen als Relikt der historischen Kulturlandschaft geprägt, an die sich nach Osten bewaldete Flächen anschließen. Durch diesen Teil des Naturschutzgebietes verläuft ein Weg. Die Wacholderheide wird von der NABU-Gruppe Kirchlinteln gepflegt.
Das Gebiet entwässert zum Gohbach. Im Nordosten grenzt das Naturschutzgebiet an die Kreisstraße 12. Am Rand des Naturschutzgebietes verläuft ein Teilstück des Stadtmusikantenwegs. Auch der Aller-Heide-Radweg tangiert das Naturschutzgebiet im Südosten.